# باشگاه فوتبال ملوان بندر انزلی
باشگاه فوتبال ملوان بندر انزلی یا ملوان گیلان یک باشگاه فوتبال در شهر بندر انزلی،  گیلان ایران است که در لیگ برتر خلیج فارس بازی می‌کند . باشگاه ملوان یکی از پر هوادار ترین و پر افتخارترین تیم های ایران است 
باشگاه ملوان در سال ۱۳۴۵ توسط  بهمن صالح‌نیا بنیان‌گذاری شده است.

## پیشینه
این باشگاه در سال ۱۳۴۵ با نام باشگاه نیروی دریایی بندر انزلی، با حمایت ناوبان کریم رستگاری راد و با مربیگری بهمن صالح نیا، که بازیکن این تیم نیز بود، تأسیس گردید. این باشگاه به صورت انحصاری در رشتهٔ فوتبال تیم‌داری می‌کرد. پس از حضور تیم نیروی دریایی در مسابقات انتخابی جام تخت جمشید منطقه جنوب در حالی که دو تیم صعود می‌کردند به عنوان تیم سوم به لیگ یک تخت جمشید صعود کرد. در سال ۱۳۵۲ برای حضور در جام تخت جمشید سه اسم آرتمیس، ملوان و بایندر برای حضور در مسابقات پیشنهاد شد که ملوان انتخاب شد و نام این تیم به ملوان نیروی دریایی بندر انزلی تغییر کرد با وقوع انقلاب ۱۳۵۷ بازیافتن نام پیشین شهر انزلی نام این تیم نیز به ملوان نیروی دریایی بندر انزلی تغییر یافت.
صالح نیا که معلم ورزش مدارس انزلی بود تیم را با جمعی از شاگردان خود تشکیل داد. این تیم که کار خود را از مسابقات دانش آموزی کشور و مسابقات استانی شروع کرده بود طی مدت کوتاهی پا به عرصه لیگ دسته اول کشور گذاشت و از همان ابتدا با ارائهٔ بازی‌های زیبا و کسب نتایج شایسته، توجه همگان را به خود جلب نمود. ملوان از سال ۵۲ در لیگ برتر ایران حاضر بوده است و چهار بار در سال‌های ۷۵، ۷۸، ۸۱ و ۹۵ به دستهٔ یک سقوط کردند.
ملوان تا سال ۸۰ بهترین تیم شهرستانی تاریخ لیگ ایران بوده است. گرچه بعد از آن سپاهان و فولاد، ملوان را به پله سوم سکوی افتخار شهرستانی‌ها بردند. از افتخارات مهم باشگاه فوتبال ملوان می‌توان به کسب سه عنوان قهرمانی و پنج عنوان نایب قهرمانی در جام حذفی فوتبال ایران و دو مرتبه حضور در بازی‌های آسیایی و کسب عناوین متعدد بهترین تیم شهرستانی در لیگ ایران و در جام تخت جمشید صاحب رکوردی قابل توجه در تاریخ فوتبال ایران است.

## مالکیت
- در سال ۱۳۸۷ به‌طور دستوری و با مصوبه هیئت دولت نهم، سازمان منطقه آزاد ملزم به پرداخت ۸۰ درصد از هزینه‌های تیم ملوان شد؛ که این سازمان پس از اتمام این قرارداد سه ساله در انتهای فصل با توجه به وظایف عمرانی، تجاری و محدودیت قانونی ناشی از مصوبه مجلس شورای اسلامی در خصوص ممنوعیت هزینه کرد سازمان‌های دولتی در باشگاه‌های حرفه‌ای از تمدید قراداد پرداخت هزینه‌های ملوان انصراف داد.[۷]
- ۷۰ درصد سهام باشگاه ملوان در سال ۱۳۹۱ به حسین هدایتی واگذار شد و پس از انصراف وی در سال ۱۳۹۲ مالکیت ۷۰ درصدی به سیروس محجوب رسید که پس از انصراف ایشان باشگاه به مدت دو فصل در اختیار احمد دنیامالی و بعد از ایشان در اختیار برادران رفیع نیا و مدتی کوتاه در اختیار محسن میرآبی و مدتی نیز مالک ۷۰ درصد از سهام باشگاه ملوان دراختیار پژمان نوری و مازیار زارع بود.[۸][۹][۱۰]
- نیروی دریایی نیز که طی سال‌های گذشتهٔ فعالیت ملوان تنها مالک این باشگاه بود، در حال حاضر با حفظ ۳۰ درصد سهام، کماکان برخی خدمات از جمله ایاب ذهاب و زمین تمرین رایگان و بازیکنان سرباز را به این باشگاه ورزشی ارائه می‌کند.
- فرمانده (سابق) نیروی دریایی ارتش جمهوری اسلامی ایران امیر دریادار حبیب‌الله سیاری در این خصوص گفت: ۷۰ درصد از سهام باشگاه ملوان بندرانزلی هدیه نیروی دریایی ارتش به مردم انزلی بوده و مسئولان این شهر دربارهٔ واگذاری و فروش آن تصمیم گیرنده هستند. وی اعلام کرد: به دلیل این علاقه ۳۰ درصد سهام باشگاه ملوان توسط نیروی دریایی ارتش ج.ا. ا حفظ شده است، تا کماکان کمک‌های نیروی دریایی به این تیم با سابقه و ریشه‌دار کشورمان ادامه داشته باشد.[۱۱]
- در نشست شورای تأمین شهر بندر انزلی که در فرمانداری این شهر برگزار شد، دادستان انزلی قرارداد محسن میرآبی را با باشگاه ملوان را فسخ شده اعلام کرد و باشگاه ملوان به صورت موقت به پژمان نوری و مازیار زارع انتقال داده شد.[۱۲]

## قدمت

### قدمت فوتبال انزلی
تاریخ شروع فوتبال در ایران، به حدود یک قرن پیش بازمی‌گردد یعنی زمانی‌که یک گروه انگلیسی برای اکتشاف نفت در جنوب ایران عازم کشورمان شد. پس از حفر اولین چاه نفت در مسجد سلیمان به سال ۱۹۰۸، فوتبال به شکل جدی در استان گیلان و انزلی دنبال گردید.
چندی بعد همین اتفاق در بوشهر افتاد. شهروندان انگلیسی در اوقات فراغت با هیجان رودروی تیم‌های محلی کشورمان می‌ایستادند والبته این رقابت‌ها بیشتر حالت تفریحی داشت. فوتبال به تدریج درشهرهای دیگر ایران ازجمله بندرانزلی و بندرعباس در یک زمان حساس و تعیین‌کننده مطرح شد. قبل از شروع جنگ جهانی اول(۱۹۱۴) فوتبال در مدرسه آلمانی‌ها بازی می‌شد، اما بعد از خاتمه جنگ، کالج آمریکایی‌ها در تهران پیگیر این ورزش شد. همچنین مسابقاتی بین اعضای سفارتخانه‌های اروپایی درایران پایه‌ریزی و دنبال گردید. گسترش منظم فوتبال درادامه، مرزهای شهرهایی چون آبادان و مشهد را نیز درنوردید و جوانان بیشتری را به سوی این رشته ورزشی جلب کرد. در بندرانزلی نیز یکی دیگر از نخبگان فوتبال به نام جبار صمدی ظهور نمود. او اعجوبه ای در فوتبال و قهرمانی بی نظیر در رشته‌های دو و میدانی، بوکس، والیبال، شنا و نجات غریق بود. در بین سال‌های ۱۳۲۰ تا ۱۳۲۴ همزمان با جنگ جهانی دوم و اشغال گیلان به وسیلهٔ قوای متفقین نظامیان انگلیسی و شوروی که در استان حضور داشتند مسابقات مختلفی در رشته‌های والیبال، فوتبال با تیم‌های گیلان برگزار کردند. برقراری ارتباط ورزشی با شوروی تأثیر مثبتی بر ورزش گیلان خاصه در رشتهٔ فوتبال داشت. جبار صمدی در خانواده بزرگ و ثروتمند فرزند اول بود. هوش بالایی در حفظ اشعار و ادبیات داشت اما علاقه وافرش به ورزش خانواده را مجاب کرد تا با رفتنش به دانشسرا موافقت کنند. جبار صمدی پس از تحصیل آکادمیک و کسب مدرک تربیت بدنی به انزلی منتقل شد و تیم محلی کلنی انزلی را دایر نمود. صمدی شاگردان بسیاری در این رشته تربیت کرد که جواد صالح‌نیا، بهمن صالح نیا و رضا صالح نیا، محمد اخشت، عزیز اسپندار، منوچهر ناوران، قاسم سلطان زاده از آن دسته هستند. در سال‌های دیگر او ترخیص کالا و پره ماهی داشت در ۱۳۳۸ به مدت ۵ الی ۶ سال رئیس تربیت بدنی شهرتان بندرانزلی بود. وی قهرمان دوومیدانی در ماده ۴۰۰متر و ۸۰۰ متر بود. صمدی مدتی بعد مرکز نجات غریق شهرستان بندرانزلی را دایر نمود که بعدها مسئولیت آن را به آقای اسدالله شیرازی سپرد

باشگاه محلاتی گیو بندر انزلی دومین باشگاه ورزشی در ایران است که در رشته‌هایی نظیر فوتبال، بوکس، والیبال و بسکتبال فعالیت خود را از سال ۱۳۱۹ آغاز کرده است و توسط پهلوان عزیز وکیل منفرد، اولین قهرمان دو ماراتن در ایران، تأسیس گردیده است و همین تیم پایه‌گذار و ریشه ملوان کنونی قلمداد می‌شود.

## نمای تیم و اثر فرهنگی

### نشان‌واره و نمادها

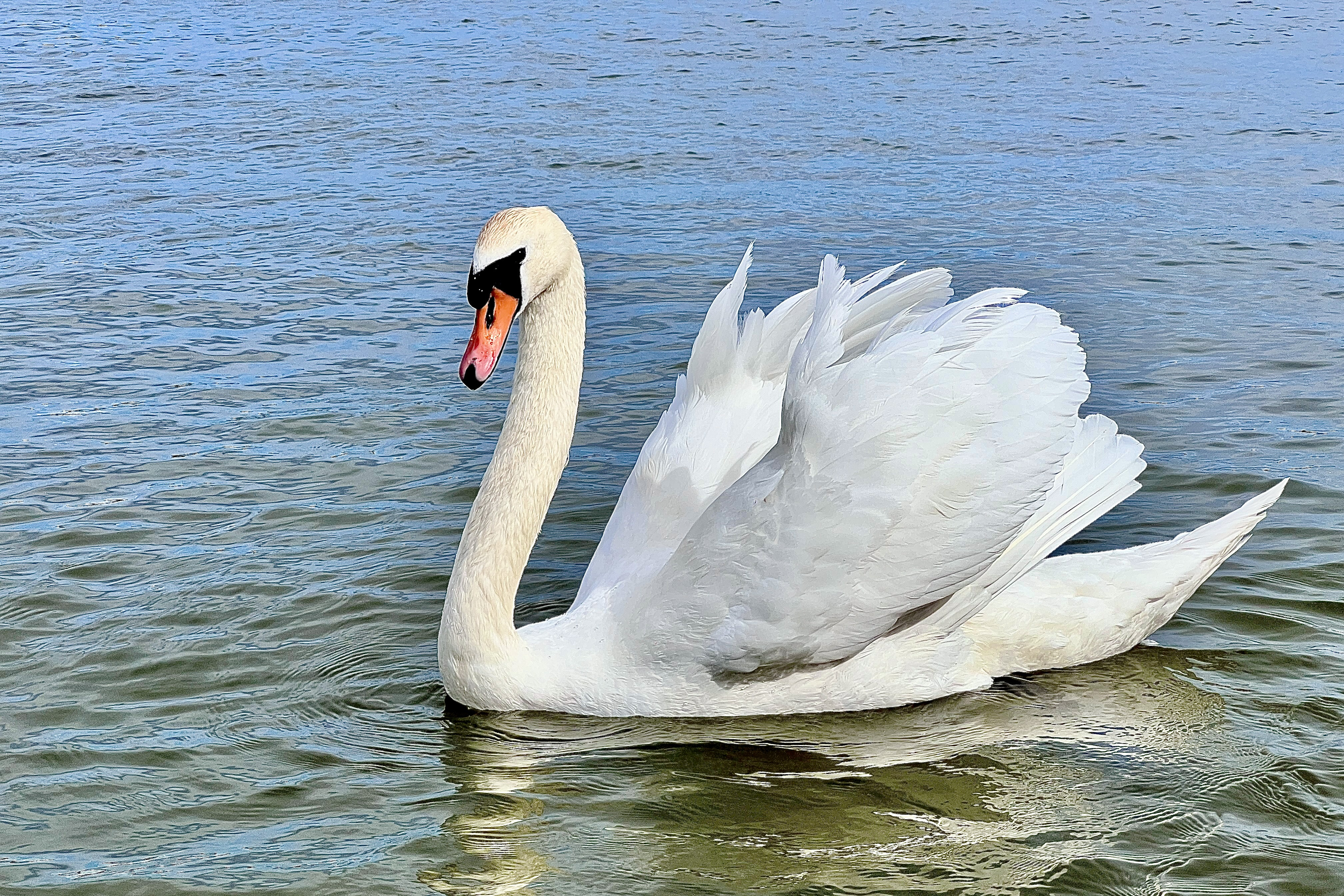
قوی سپید؛ بخشی از لوگوی باشگاه.

نشان‌وارهٔ باشگاه در میانه، یک قوی سپید را جای داده است. پرنده‌ای که از نمادهای اصلی باشگاه است. نشان واره ملوان متاثر از نشان واره تیم کورینتیانس برزیل طراحی گردیده است.

### کیت‌ها و پوشاک
رنگ کیت‌های باشگاه همواره سفید بوده است. در سال‌های گذشته کیت دوم طیف‌هایی از آبی بود.

### در فرهنگ
فوتبال در کمتر شهری از ایران این‌چنین با زندگی روزمره و کار مردم گره خورده است. کوچه پس کوچه‌ها، زمین‌های خاکی، ساحل‌های خیس و ماسه‌ای دریای خزر در شهر ساحلی بندر انزلی خاستگاه پرورش بازیکنان بزرگی در فوتبال ایران بوده است. از کاپیتان پیشین تیم ملی ایران سیروس قایقران، و غفور جهانی نامور به شیر گیلان که با گل تاریخی خود برای نخستین‌بار تیم ملی فوتبال ایران را همانند نامش جهانی کرد تا آرژانتین ۱۹۷۸ نخستین حضور ایران در بازی‌های جام جهانی فوتبال باشد و تا بازیکنان بزرگی که به خاطر تعصب به پیراهن تیم شهرشان هرگز حاضر به پوشیدن پیراهن تیم‌های دیگر نشدند.
انزلی به دلیل نفوذ در فرهنگ مردم همواره منبع الهام گرفتن برای اشعار و آهنگ‌های عامه پسند بوده است. به عنوان مثال شعر و آهنگ ترانه قهرمان شهر باران در ابتدای دهه ۵۰ و به بهانه مسابقهٔ حساس ملوان و تاج تهران در انزلی به صورت بداهه و توسط حسن خوشدل ساخته شد که در آن از ملوان به ملوان شهر باران یاد می‌شود با اشاره به اینکه انزلی زادگاه ملوان پرباران‌ترین شهر ایران و زادهٔ باران است.

## هواداران و هماوردی‌ها

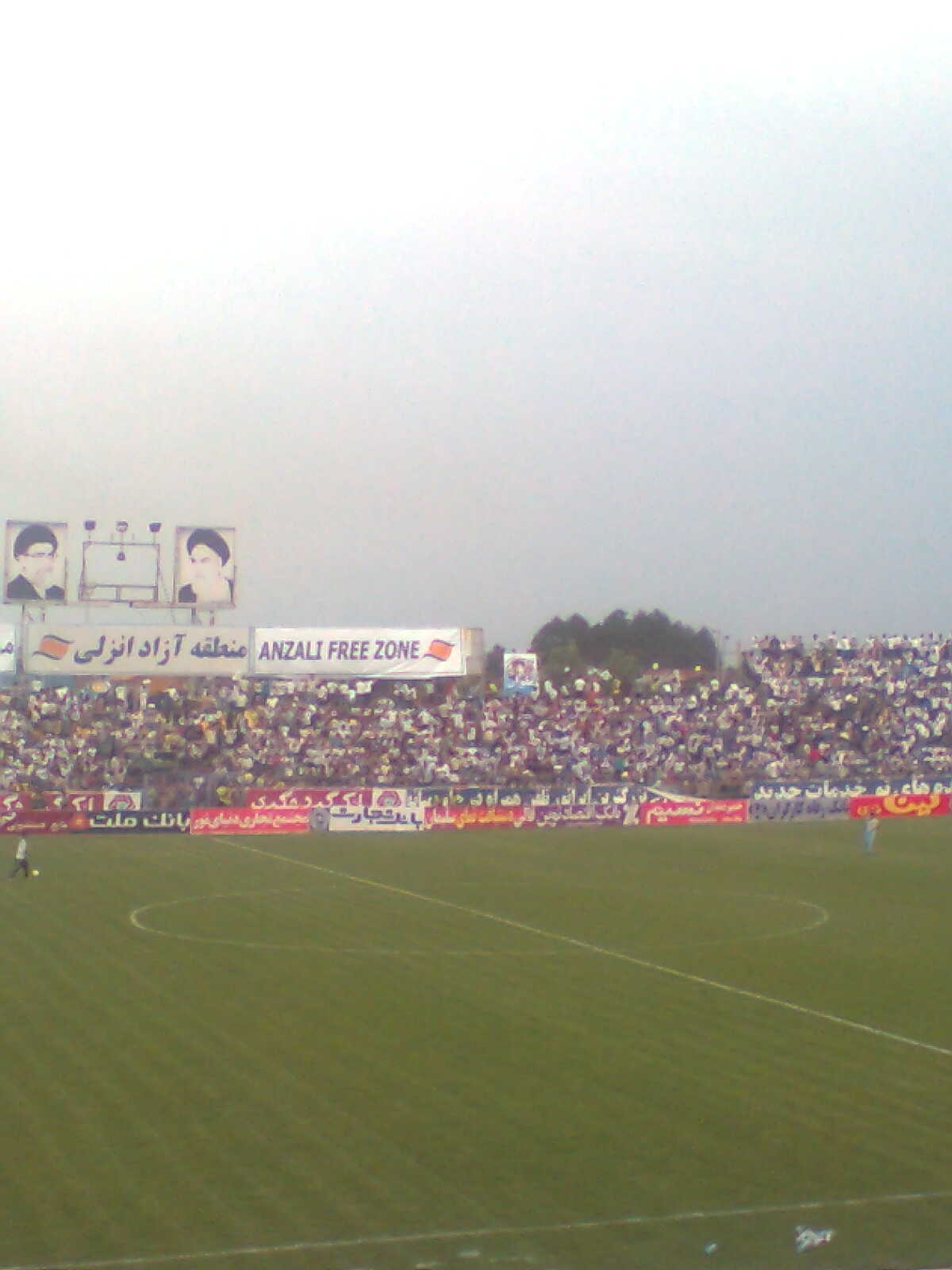
۲۰ خرداد ۱۳۹۰؛ میان دو نیمه، بازی برگشت فینال جام حذفی ۹۰–۱۳۸۹ ملوان بندرانزلی میزبان پرسپولیس تهران، ورزشگاه سیروس قایقران

ملوان به عنوان پرهوادارترین باشگاه در استان‌های شمالی ایران و به ویژه استان گیلان و شهر بندر انزلی شمرده می‌گردد. به‌گونه‌ای که هواداران در بازی‌های بیرون از خانه نیز تیم را همراهی می‌کنند. ملوان هم در بالاترین قله فوتبال ایران قرار گرفته هم تجربه سقوط را داشته اما هوادارانش اجازه ندادند ملوان دچار بحران شود.
تا ابد یکی کمتریم
در تاریخ ۲۳ شهریور سال ۱۴۰۳ خورشیدی و در جریان دیدار ملوان مقابل سپاهان اصفهان از سری مسابقات لیگ برتر فوتبال ایران یکی از هواداران قدیمی ملوان به نام مرتضی خائفی به دلیل استرس دچار حمله قلبی شده و جان خود را از دست داد. مسئولان فنی ملوان مدعی بودند که از طرف مسئولان و ناظر بازی سهل انگاری صورت گرفته است. کمیته انضباطی با جمع‌آوری گزارش‌ها اعتراض باشگاه ملوان را وارد دانست و میزبان را جریمه و ناظر مسابقه را ۶ ماه محروم کرد. باشگاه ملوان با انتشار بیانیه واژه ای را به هوادار فوت شده اهدا کرد با این مضمون که در باشگاه ملوان تا ابد یکی کمتریم.
جشن خیابانی
جشنهای خیابانی برخلاف آنچه تصور می‌شود برای قهرمانان هزینه دارد، محل برگزاری جشن، حضور هواداران و … اما مهم‌ترین هزینه مراقبت از نظم و امنیت مراسم است چرا که هواداران تیمهای رقیب بی میل نیستند شیرینی جشن را به کام تیم قهرمان و هوادارانش تلخ کنند. این هزینه‌ها باعث می‌شود بسیاری از باشگاه‌های پر هوادار جشن قهرمانی را در ورزشگاه برگزار کنند. در ایران هیچ‌یک از مدلهای تعریف شده برگزار نمی‌شود و هواداران باید به همان مراسم اهدای جام اکتفا کنند. ملوان اولین باشگاه ایرانی بود که موفق به انجام این مهم شد. ملوانان بعد از مراسم اهدای مدالها و جام قهرمانی در ورزشگاه، به دلیل یکپارچگی کامل انزلی در حمایت از ملوان و نبود باشگاه و هواداران رقیب در این شهر، بی دغدغه جشن قهرمانی تیم را به داخل شهر  انتقال دادند.
ورزشگاه سیروس قایقران بندر انزلی ورزشگاهی است که بازی‌های رسمی ملوان در آن برگزار می‌شود. این استادیوم فرتوت و پیر، به گزارش کنفدراسیون فوتبال آسیا، در بازسازی و مرمت آن از سوی فدراسیون فوتبال ایران کوتاهی شده و در نهایت از ۸۰۰۰ نفر ظرفیت، به ۱۰۰۰ نفر افزایش یافته و تا هم‌اکنون کاری صورت نپذیرفته شده است و بازی‌های ملوان در لیگ برتر ایران نیز در این ورزشگاه برگزار می‌گردد.
سالیان درازی است که هواداران ملوان در بندر انزلی از مسئولان شهر و استان درخواست نامگذاری ورزشگاهی به نام سیروس قایقران کاپیتان فقید تیم ملی را دارند که تا به امروز این خواسته برآورده نشده است.
- نام مجموعه ورزشی تختی بندرانزلی به نام سیروس قایقران تغییر کرد

با پیشنهاد باشگاه ملوان و پیگیری معاونت فرهنگی باشگاه و همکاری خانواده معزز شهید پیشگاه هادیان، به تصویب شورای عالی فرهنگی شهرستان بندرانزلی، نام مجموعه ورزشی تختی بندرانزلی به نام سیروس قایقران تغییر کرد.

### زمین تمرین ملوان
تمرینات ملوان بیشتر در زمین پادگان آموزشی شهید نامجو در حسن رود انزلی برگزار می‌گردد.

## فصل‌ها
ملوان اگرچه سال‌هاست از دوران چیرگی‌اش فاصله دارد اما در دسته‌بندی فوتبال ایران به دلیل داشتن افتخارها و ثبت رکوردهایی، در سطح یک قرار دارد.
پیشینه فصل‌ها
- ۱۳۴۵: بنیان‌گذاری باشگاه ۱۳۴۵: قهرمان آموزشگاه‌های کشور ۱۳۴۷: دومین قهرمانی در آموزشگاه‌های کشور
- ۱۳۵۲: ورود به لیگ دسته یک ایران (جام تخت جمشید) به عنوان تیم سوم منطقه جنوب
- ۱۳۵۲: بهترین تیم شهرستانی ایران در جام تخت جمشید با کسب مقام پنجم، مقام اول در جام عمران منطقه‌ای پاکستان
- ۱۳۵۳: مقام ششم در جام تخت جمشید، آقای گلی عزیز اسپندار با ۱۰ گل زده
- ۱۳۵۴: مقام هفتم در جام تخت جمشید
- ۱۳۵۵: بهترین تیم شهرستانی ایران در جام تخت جمشید (مقام هفتم)، قهرمان اولین دوره جام حذفی ایران با پیروزی ۴ بر یک مقابل تراکتورسازی تبریز
- ۱۳۵۶: بهترین تیم شهرستانی ایران در جام تخت جمشید با کسب مقام سوم، آقای گلی عزیز اسپندار با ۱۶ گل زده
- ۱۳۵۷: مقام ششم در جام تخت جمشید
- ۱۳۶۰: مقام سوم در جام وحدت با شرکت تیم‌های سوریه، الجزایر، استقلال، پرسپولیس و امیدهای ارتش ایران
- ۱۳۶۵: قهرمان جام حذفی با غلبه ۲ بر ۱ بر تیم خیبر خرم‌آباد- قهرمان گروه مقدماتی جام باشگاه‌های آسیا در سریلانکا (سال ۱۹۸۷ میلادی) (در دور مقدماتی این مسابقات در سریلانکا، تیم ملوان در طی ۳ مسابقه با زدن ۲۱ گل و دریافت تنها یک گل به مقام اول گروه رسید اما متأسفانه پیگیری دور بعدی مسابقات با توجه به مسایل بین‌المللی ممکن نشد)
  - ملوان ۷ - بانک پاکستان ۰ (قایقران ۳ گل، محمدیان، احمدزاده، اسپندار، قنبرنژاد)
  - ملوان ۱ - ساندرز سیلان ۱ (قایقران)
  - ملوان ۱۲ - مالدیو ۰ (قایقران ۴ گل - احمدزاده ۳ گل - اسپندار ۲ گل - محمدیان - دلخوش - قنبرنژاد)
- ۱۳۶۶: نایب قهرمان جام حذفی با شکست ۱ بر ۰ در تک بازی انجام شده در تهران در مقابل تیم پرسپولیس
- ۱۳۶۷: نایب قهرمان جام حذفی با شکست ۵ بر ۳ در دو بازی رفت (پیروزی ۳ بر ۱) و برگشت (شکست ۴ بر ۰) در مقابل شاهین اهواز
- ۱۳۶۸: بهترین تیم شهرستانی ایران با کسب مقام سوم در لیگ، آقای گلی محمد احمدزاده با ۱۶ گل زده
- ۱۳۶۹: قهرمان جام حذفی با پیروزی ۶ بر ۵ در مقابل استقلال تهران در تک بازی انجام شده در تهران " حذف از مسابقات آسیایی (۱۹۹۲) با دو تساوی ۱–۱ و ۰–۰ در مقابل الرمثه اردن "
- ۱۳۷۰: مقام چهارم لیگ، نایب قهرمان جام حذفی با شکست ۲ بر ۱ مقابل پرسپولیس در تک بازی انجام شده در تهرا
- ۱۳۷۱: مقام چهاردهم لیگ
- ۱۳۷۲: مقام سیزدهم لیگ
- ۱۳۷۳: مقام هفتم لیگ
- ۱۳۷۴: مقام دوازدهم لیگ
  - ۱۳۷۵: مقام چهاردهم لیگ و سقوط به دسته دوم
- ۱۳۷۶: قهرمان دسته دوم و صعود به لیگ
- ۱۳۷۷: مقام سیزدهم لیگ
- ۱۳۷۸: سقوط به دسته دوم
- ۱۳۷۹: مقام دهم لیگ برتر
- ۱۳۸۰: مقام دوازدهم برتر
- فصل ۸۲–۱۳۸۱: مقام چهاردهم و سقوط به دسته اول
- فصل ۸۳–۱۳۸۲: نایب قهرمان دسته اول و صعود به برتر، نماینده ایران در مسابقات المپیک آسیا و آفریقا
- فصل ۸۴–۱۳۸۳: مقام هفتم لیگ و کسب عنوان پدیده لیگ برتر
- فصل ۸۵–۱۳۸۴: مقام یازدهم لیگ برتر
- فصل ۸۶–۱۳۸۵: مقام چهاردهم لیگ برتر
- فصل ۸۷–۱۳۸۶: مقام شانزدهم لیگ برتر
- فصل ۸۹–۱۳۸۸: مقام دوازدهم لیگ برتر
- فصل ۹۰–۱۳۸۹: مقام هشتم لیگ برتر و نائب قهرمانی جام حذفی
- فصل ۹۱–۱۳۹۰: مقام پانزدهم لیگ برتر
- فصل ۹۲–۱۳۹۱: مقام سیزدهم لیگ برتر
- فصل ۹۳–۱۳۹۲: مقام هفتم لیگ برتر
- فصل ۹۴–۱۳۹۳: مقام سیزدهم لیگ برتر
- فصل ۹۵–۱۳۹۴:مقام چهاردهم لیگ برتر (سقوط به دسته اول)
- فصل ۹۶–۱۳۹۵: مقام چهارم لیگ آزادگان
- فصل ۹۷–۱۳۹۶: مقام ششم لیگ آزادگان
- فصل ۹۷–۱۳۹۸: مقام یازدهم لیگ آزادگان
- فصل ۹۹–۱۳۹۸: مقام پانزدهم لیگ آزادگان
- فصل ۹۹–۱۴۰۰: مقام یازدهم لیگ آزادگان
- لیگ آزادگان ۱۴۰۱–۱۴۰۰: مقام اول لیگ آزادگان (صعود به لیگ برتر)
- فصل ۰۲–۱۴۰۱: مقام دوازدهم لیگ برتر
- فصل ۰۳–۱۴۰۲: مقام ششم لیگ برتر

| فصل     | تورنمنت            | نتیجه               | بازی | برد | مساوی | باخت | زده | خورده |
| ------- | ------------------ | ------------------- | ---- | --- | ----- | ---- | --- | ----- |
| ۱۹۸۶    | جام باشگاه‌های آسیا | انصراف در مرحله دوم | ۳    | ۲   | ۱     | ۰    | ۲۰  | ۱     |
| ۹۲–۱۹۹۱ | جام برندگان جام    | یک‌چهارم نهایی       | ۲    | ۰   | ۲     | ۰    | ۱   | ۱     |
| مجموع   | مجموع              | مجموع               | ۵    | ۲   | ۳     | ۰    | ۲۱  | ۲     |

## بازیکنان

### بازیکنان کنونی
فهرست بازیکنان در فصل ۰۵–۱۴۰۴
| شماره |       | نقش       | بازیکن             |
| ----- | ----- | --------- | ------------------ |
| ۲     | ایران | مدافع     | سامان تورانیان     |
| ۴     | ایران | مدافع     | امیررضا افسرده     |
| ۵     | ایران | مدافع     | سعید کریمی         |
| ۶     | ایران | هافبک     | سینا خادم‌پور       |
| ۸     | ایران | هافبک     | غلام‌رضا ثابت‌ایمانی |
| ۱۰    | ایران | هافبک     | قائم اسلامی‌خواه    |
| ۱۱    | ایران | مهاجم     | مهدی عبدی          |
| ۱۲    | ایران | دروازه‌بان | افشار صداقت        |
| ۱۳    | ایران | مهاجم     | محمد علی‌نژاد       |
| ۱۶    | ایران | مهاجم     | یونس اکبرپور       |
| ۱۹    | ایران | مهاجم     | سید علی یحیی‌زاده   |

| شماره |       | نقش       | بازیکن                       |
| ----- | ----- | --------- | ---------------------------- |
| ۲۰    | ایران | هافبک     | محمد پاپی                    |
| ۲۱    | ایران | هافبک     | عباس حبیبی (قرضی از سپاهان)  |
| ۲۴    | ایران | مدافع     | دانیال ایری (قرضی از ذوب‌آهن) |
| ۲۶    | ایران | مدافع     | مهیار زحمتکش                 |
| ۲۷    | ایران | مدافع     | جعفر سلمانی                  |
| ۲۹    | ایران | هافبک     | امیر سواعد                   |
| ۳۰    | ایران | هافبک     | ماهان بهشتی                  |
| ۸۸    | ایران |           | مهدی جعفری                   |
| ۹۰    | ایران | هافبک     | حسین صادقی                   |
| ۹۸    | ایران | دروازه‌بان | فرزاد طیبی‌پور                |
| ۹۹    | ایران | هافبک     | علیرضا رمضانی                |

### بیشترین بازی برای ملوان
| #  | نام                 | ملیت  | پست       | بازی |
| -- | ------------------- | ----- | --------- | ---- |
| ۱  | سیدجلال رافخایی     | ایران | مهاجم     | ۲۹۲  |
| ۲  | سعید یوسف‌زاده       | ایران | هافبک     | ۲۷۷  |
| ۳  | فرهاد پورغلامی      | ایران | هافبک     | ۲۵۵  |
| ۴  | نادر عزت‌ اللهی      | ایران | هافبک     | ۲۴۴  |
| ۵  | پژمان نوری          | ایران | هافبک     | ۲۴۲  |
| ۶  | غفور جهانی          | ایران | مهاجم     | ۲۳۴  |
| ۷  | عزیز اسپندار        | ایران | مهاجم     | ۲۲۷  |
| ۸  | محمد احمدزاده       | ایران | مهاجم     | ۲۲۵  |
| ۹  | سعید سالارزاده      | ایران | مدافع     | ۲۲۳  |
| ۱۰ | سیروس قایقران       | ایران | هافبک     | ۲۲۰  |
| ۱۱ | مازیار زارع         | ایران | هافبک     | ۲۱۵  |
| ۱۲ | نصرت ایراندوست      | ایران | هافبک     | ۲۱۱  |
| ۱۳ | سید محمد حبیبی      | ایران | دروازه‌بان | ۲۰۸  |
| ۱۴ | هادی تامینی         | ایران | مدافع     | ۲۰۶  |
| ۱۵ | علیرضا رمضانی       | ایران | مدافع     | ۱۹۷  |
| ۱۶ | بابک پورغلامی       | ایران | مدافع     | ۱۹۵  |
| ۱۷ | محمد نزهتی          | ایران | هافبک     | ۱۸۰  |
| ۱۸ | علی نیاکانی         | ایران | مهاجم     | ۱۶۱  |
| ۱۹ | بهمن صالح‌نیا        | ایران | مدافع     | ۱۵۵  |
| ۲۰ | محمد حیدری          | ایران | هافبک     | ۱۵۱  |
| ۲۱ | پایان رافت          | ایران | مهاجم     | ۱۴۰  |
| ۲۲ | مهیار زحمتکش        | ایران | مدافع     | ۱۳۹  |
| ۲۳ | علی حسنی صفت        | ایران | دروازه‌بان | ۱۳۵  |
| ۲۴ | احمد آهی            | ایران | مدافع     | ۱۳۳  |
| ۲۵ | قاسم سلطان‌زاده      | ایران | هافبک     | ۱۳۳  |
| ۲۶ | قادر عزت‌اللهی       | ایران | هافبک     | ۱۳۱  |
| ۲۷ | کاظم غدیری          | ایران | هافبک     | ۱۳۰  |
| ۲۸ | عزیز معبودی         | ایران | مدافع     | ۱۳۰  |
| ۲۹ | مهران جعفری         | ایران | مدافع     | ۱۲۸  |
| ۳۰ | محمدرضا ویشگاهی     | ایران | هافبک     | ۱۲۵  |
| ۳۱ | میخاییل پطروسیان    | ایران | هافبک     | ۱۲۳  |
| ۳۲ | جاوید جهانگیری      | ایران | هافبک     | ۱۲۰  |
| ۳۳ | علی صیاد            | ایران | دروازه‌بان | ۱۱۹  |
| ۳۴ | سیدابراهیم‌ صادقی    | ایران | مدافع     | ۱۱۸  |
| ۳۵ | امیر خدامرادی       | ایران | مدافع     | ۱۱۵  |
| ۳۶ | فرهاد صیاد مصلح     | ایران | مدافع     | ۱۱۴  |
| ۳۷ | محمود پیشگاه هادیان | ایران | مدافع     | ۱۱۳  |
| ۳۸ | ابوالفضل مزدستان    | ایران | مدافع     | ۱۱۱  |
| ۳۹ | محسن گیاهی          | ایران | مهاجم     | ۱۱۰  |
| ۴۰ | محمد رستمی          | ایران | هافبک     | ۱۰۸  |
| ۴۱ | رضا صفرخواه         | ایران | مدافع     | ۱۰۶  |
| ۴۲ | غلام محمدوند        | ایران | مدافع     | ۱۰۵  |
| ۴۳ | محمد همرنگ          | ایران | هافبک     | ۱۰۵  |
| ۴۴ | جواد شیرزاد         | ایران | مدافع     | ۱۰۳  |
| ۴۵ | پوریا غلامی         | ایران | مدافع     | ۱۰۲  |
| ۴۶ | محمد غلامین         | ایران | مهاجم     | ۱۰۲  |
| ۴۷ | سجاد بازگیر         | ایران | هافبک     | ۱۰۱  |
| ۴۸ | سهیل فداکار         | ایران | مدافع     | ۱۰۱  |

- بازیکنانی که بیش از ۲۰۰ بازی برای ملوان بازی کرده‌اند.
- بازیکنانی که بیش از ۱۰۰ بازی برای ملوان بازی کرده‌اند.

### برترین گلزنان تاریخ‌ ملوان
| #  | نام              | ملیت  | پست   | گل |
| -- | ---------------- | ----- | ----- | -- |
| ۱  | غفور جهانی       | ایران | مهاجم | ۹۷ |
| ۲  | محمد احمدزاده    | ایران | مهاجم | ۸۸ |
| ۳  | عزیز اسپندار     | ایران | مهاجم | ۸۵ |
| ۴  | سیدجلال رافخایی  | ایران | مهاجم | ۷۶ |
| ۵  | علی نیاکانی      | ایران | مهاجم | ۵۳ |
| ۶  | پایان رافت       | ایران | مهاجم | ۴۲ |
| ۷  | فرهاد پورغلامی   | ایران | هافبک | ۳۳ |
| ۸  | حسین داوودی      | ایران | مهاجم | ۳۱ |
| ۹  | پژمان نوری       | ایران | مهاجم | ۲۸ |
| ۱۰ | سیروس قایقران    | ایران | هافبک | ۲۵ |
| ۱۱ | مهرداد اولادی    | ایران | مهاجم | ۲۴ |
| ۱۲ | شهریار مغانلو    | ایران | مهاجم | ۲۳ |
| ۱۳ | محمد نزهتی       | ایران | هافبک | ۲۳ |
| ۱۴ | نصرت ایراندوست   | ایران | هافبک | ۲۰ |
| ۱۵ | مازیار زارع      | ایران | هافبک | ۱۸ |
| ۱۶ | جاوید جهانگیری   | ایران | هافبک | ۱۸ |
| ۱۷ | محمد غلامین      | ایران | مهاجم | ۱۷ |
| ۱۸ | محمد حیدری       | ایران | هافبک | ۱۷ |
| ۱۹ | مهدی دغاغله      | ایران | هافبک | ۱۶ |
| ۲۰ | میخاییل پطروسیان | ایران | هافبک | ۱۵ |
| ۲۱ | رضا جعفری        | ایران | هافبک | ۱۵ |
| ۲۲ | سجاد بازگیر      | ایران | هافبک | ۱۴ |
| ۲۳ | مهیار زحمتکش     | ایران | مدافع | ۱۳ |
| ۲۴ | علیرضا زمانی     | ایران | مدافع | ۱۳ |
| ۲۵ | بهمن صالح‌نیا     | ایران | مدافع | ۱۲ |
| ۲۶ | حمید کاظمی       | ایران | مهاجم | ۱۱ |
| ۲۷ | سهیل فداکار      | ایران | مدافع | ۱۱ |
| ۲۸ | شاهین ثاقبی      | ایران | هافبک | ۱۰ |

- بازیکنانی که بیش از ۵۰ گل برای ملوان به ثمر رسانده‌اند.
- بازیکنانی که بیش از ۱۰ گل برای ملوان به ثمر رسانده‌اند.

### بازیکنان خارجی
ملوان یکی از معدود باشگاه‌های فوتبال ایران بود که از بازیکن خارجی استفاده نمی‌کرد، اما در آغاز فصل ۸۸–۸۷ ۳ بازیکن خارجی به ملوان پیوستند. نخستین بازیکنان خارجی که برای ملوان بازی کردند تومیسلاو استانیچ و آلن باشیچ بودند که در روز ۱۴ مرداد ۱۳۸۷، هفته اول فصل ۸۸–۸۷ برابر راه‌آهن ۹۰ دقیقه بازی کردند.
| # | نام              | کشور            | پست   | دوران بازی | بازی | گل |
| - | ---------------- | --------------- | ----- | ---------- | ---- | -- |
| ۱ | تومیسلاو استانیچ | بوسنی و هرزگوین | مهاجم | ۱۳۸۷–۱۳۸۸  | ۱۳   | ۰  |
| ۲ | آلن باشیچ        | بوسنی و هرزگوین | هافبک | ۱۳۸۷–۱۳۸۸  | ۱۹   | ۰  |
| ۳ | فلیپ آلوز دسوزا  | برزیل           | هافبک | ۱۳۸۷–۱۳۸۹  | ۶۰   | ۴  |

## بازیکنان برجسته
| نام            | نام            |
| -------------- | -------------- |
| سیروس قایقران  | بهمن صالح‌نیا   |
| غفور جهانی     | علی نیاکانی    |
| محمد احمدزاده  | فرهاد پورغلامی |
| عزیز اسپندار   | عارف محمدوند   |
| مازیار زارع    | پژمان نوری     |
| سید جلال حسینی | جلال رافخایی   |
| سعید عزت الهی  | حسن اشجاری     |
| نصرت ایراندوست | مهرداد اولادی  |
| اکبر میثاقیان  |                |

## مربیان

### کادر فنی کنونی
| موقعیت         | نام            |
| -------------- | -------------- |
| سرمربی         | مازیار زارع    |
| مربی           | جلال رافخایی   |
| مربی           | سید محمد حبیبی |
| مربی           | مهدی کریمیان   |
| مربی دروازه‌بان | علی حسنی صفت   |
| بدنساز         | یاسر جلالی     |
| آنالیزور       | یونس پیروی     |

### مربیان
| نام               | دوران مربیگری              |
| ----------------- | -------------------------- |
| بهمن صالح نیا     | ۱۳۷۶–۱۳۴۸                  |
| نصرت ایراندوست    | ۱۳۷۹–۱۳۷۶                  |
| محمد احمدزاده     | ۱۳۸۱–۱۳۷۹                  |
| بهمن صالح‌نیا      | ۱۳۸۳–۱۳۸۱                  |
| منوچهر درجزی      | ۱۳۸۳–۱۳۸۱                  |
| نصرت ایراندوست    | ۱۳۸۵–۱۳۸۳                  |
| منوچهر درجزی      | ۱۳۸۵–۱۳۸۳                  |
| محمد احمدزاده     | ۱۳۸۹–۱۳۸۵                  |
| فرهاد پورغلامی    | ۱۳۹۱–۱۳۸۹                  |
| محمد احمدزاده     | ۱۳۹۲–۱۳۹۱                  |
| دراگان اسکوچیچ    | ۱۳۹۳–۱۳۹۲                  |
| نصرت ایراندوست    | ۱۳۹۳                       |
| استوان مویسیلوویچ | ۱۳۹۳                       |
| فیروز کریمی       | ۱۳۹۴–۱۳۹۳                  |
| حمید استیلی       | مرداد ۱۳۹۴ – بهمن ۱۳۹۴     |
| محمد احمدزاده     | اسفند ۱۳۹۴ – اردیبهشت ۱۳۹۵ |
| محمد مایلی‌کهن     | تیر ۱۳۹۵ – خرداد ۱۳۹۶      |
| نادر دست‌نشان      | خرداد ۱۳۹۶ – خرداد ۱۳۹۷    |
| فرهاد پورغلامی    | خرداد ۱۳۹۷ – مهر ۱۳۹۷      |
| محمد احمدزاده     | مهر ۱۳۹۷ – مرداد ۱۳۹۸      |
| علی لطیفی         | مرداد ۱۳۹۸                 |
| محمد احمدزاده     | ۱۳۹۸                       |
| اکبر میثاقیان     | ۱۳۹۹–۱۳۹۸                  |
| مازیار زارع       | ۱۴۰۲–۱۳۹۹                  |
| مهدی تارتار       | ۱۴۰۳–۱۴۰۲                  |
| مازیار زارع       | ۱۴۰۳-                      |

## نگارخانه

### تصاویر قدیمی ملوان

قهرمان جام حذفی

لوگوی باشگاه ورزشی ملوان بندر انزلی، پیش از انقلاب
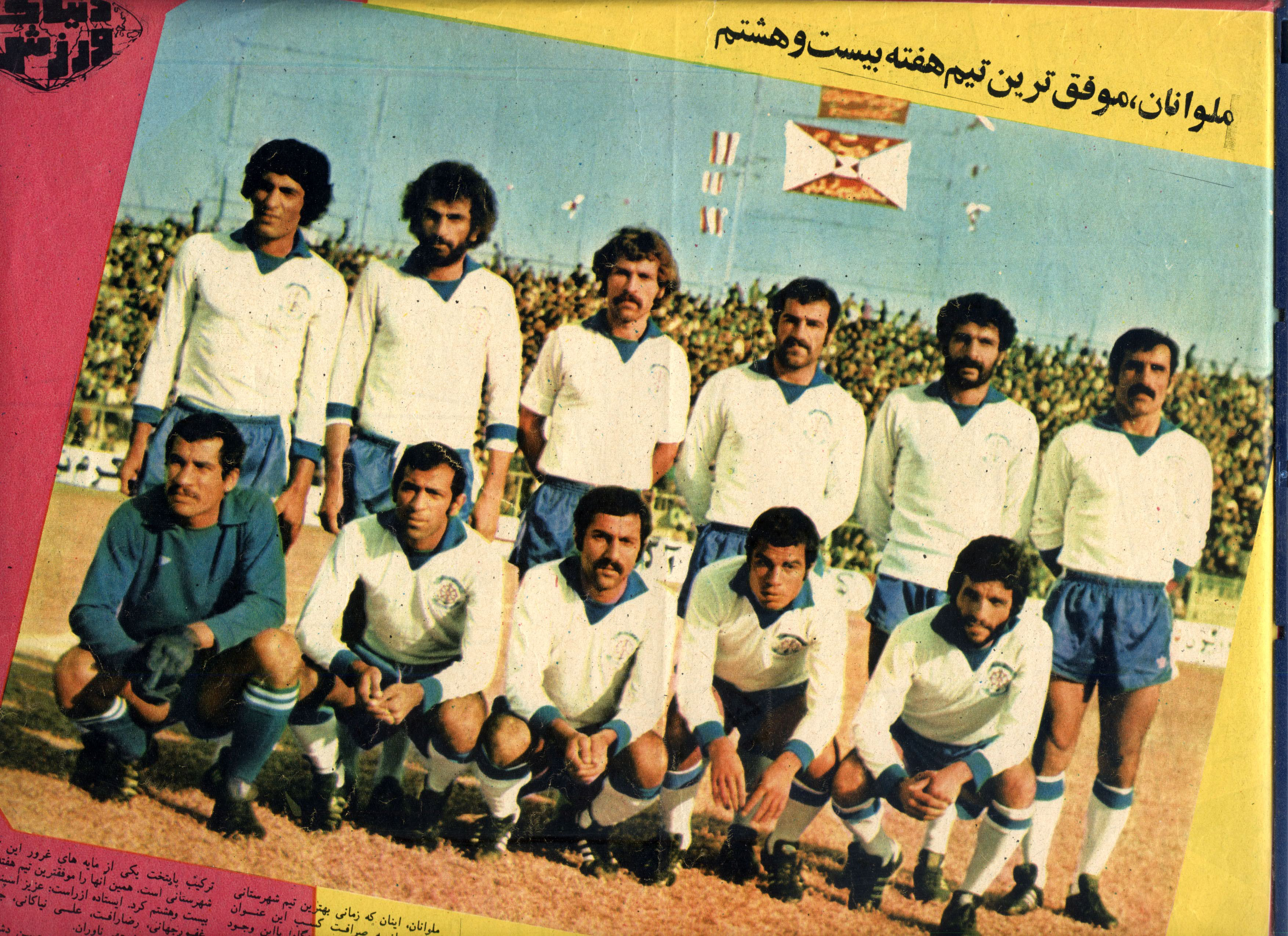
جلد مجله دنیای ورزش
ملوان بندر انزلی سال ۴۹

فهرست افتخارات باشگاه فوتبال ملوان انزلی

## افتخارات
افتخارات ملوان در یک نگاه
| لیگ آزادگان | جام حذفی ایران | استانی         | مجموع جامها              | مقام | مقام | مقام |
| لیگ آزادگان | جام حذفی ایران | استانی         | مجموع جامها              | اول  | دوم  | سوم  |
| 🏆🏆        | 🏆🏆🏆         | 🏆🏆🏆🏆🏆🏆🏆 | 🏆🏆🏆🏆🏆🏆🏆🏆🏆🏆🏆🏆 | ۱۲   | ۹    | ۳    |

کشوری
جام حذفی فوتبال ایران
قهرمانی (۳دوره)

قهرمان جام حذفی فوتبال ایران ۱۳۵۵

قهرمان جام حذفی فوتبال ایران ۱۳۶۵ (دوگانه)

قهرمان جام حذفی فوتبال ایران ۱۳۶۹ (دوگانه)
نایب قهرمانی (۵ دوره)
۱۳۶۶ ۱۳۶۷  ۱۳۷۰ ۱۳۸۹  ۰۴–۱۴۰۳
در جام حذفی ایران ملوان در مجموع ۱۱ بار به نیمه‌نهایی رسیده، ۸ بار به فینال راه یافته  و  ۳ دوره قهرمان ایران شده است.
سطح ۲ فوتبال ایران شامل نام‌های(لیگ دسته دوم و لیگ آزادگان)
قهرمانی (۲دوره)
قهرمان لیگ دسته دوم ۷۷–۱۳۷۶
قهرمان لیگ آزادگان ۰۱–۱۴۰۰
نایب قهرمانی (۱دوره)
نایب قهرمان لیگ آزادگان ۸۳–۱۳۸۲
سطح اول فوتبال ایران شامل نام‌های (لیگ برتر فوتبال ایران، جام قدس، جام تخت جمشید)
سومی (۲ دوره)
مقام سوم فوتبال ایران جام تخت جمشید ۱۳۵۶
مقام سوم فوتبال ایران جام قدس  ۶۹–۱۳۶۸
استانی
قهرمان باشگاه‌های گیلان(۷دوره) ۱۳۶۸۱۳۶۶  ۱۳۶۵ دوگانه۱۳۶۶۱۳۶۸۱۳۶۹ دوگانه۱۳۷۰
نایب قهرمانی(۲دوره) ۱۳۶۱ ۱۳۶۴
حضور بین‌المللی
 صعود به مرحله دوم گروهی جام باشگاه‌های آسیا ۱۹۸۶
یک چهارم نهایی جام برندگان جام آسیا ۹۲–۱۹۹۱
نایب قهرمانی جام بین‌المللی عمران پاکستان ۱۹۷۳
مقام سوم جام بین‌المللی وحدت ۱۹۸۱
نماینده ایران در المپیک آسیا آفریقا ۲۰۰۳
افتخارات فردی
- عزیز اسپندار آقای گل ایران جام تخت جمشید ۱۳۵۳
- عزیز اسپندار آقای گل ایران جام تخت جمشید ۱۳۵۶
- محمد احمدزاده آقای گل ایران جام قدس ۶۹–۱۳۶۸
- سید جلال رافخایی آقای گل ایران لیگ برتر ۹۲–۱۳۹۱
- سیروس قایقران و سید جلال حسینی افتخار کاپیتانی تیم ملی فوتبال ایران را دارند

رکورد
- ملوان انزلی اولین قهرمان جام حذفی فوتبال ایران ۱۳۵۵ است
- ملوان اولین قهرمان ایران بعد از انقلاب ۱۳۵۷ است. این تیم در سال ۱۳۶۵ اولین قهرمانی ایران را از آن خود کرد.
- ملوان بهترین تیم در میان تمامی رشته‌های ورزشی ایران در دههٔ شصت خورشیدی شد. در دهه شصت لیگ برگزار نمی‌شد و جام حذفی تنها رقابت سراسری فوتبال ایران بود و فقط یک تیم قهرمان ایران می‌شد وبه آسیا راه میافت. به همین دلیل رقابت سختی ببن باشگاه‌ها وجود داشت. در چنین شرایطی ملوان ۵ دوره به دیدار پایانی رسید و ۲ دوره جام را تصاحب کرد. دردوره‌های ۱۳۶۶، ۱۳۶۹ و ۱۳۷۰ ملوان مجبور شد دیدار پایانی را در تهران برگزار کند.
- بعد از انقلاب ملوان اولین نماینده ایران در جام باشگاه‌های آسیا ۱۹۸۶ بود.
- ملوان پر افتخارترین تیم جام حذفی فوتبال ایران در دهه ۶۰ می‌باشد.
- ملوان با ۵ دوره حضور متوالی (۱۳۶۵_۱۳۷۰) در دیدار پایانی جام حذفی فوتبال ایران رکورددار است.
- کسب دوگانه
- ملوان در سالهای ۱۳۶۵ و ۱۳۶۹ با قهرمانی در جام باشگاه‌های گیلان و جام حذفی فوتبال ایران موفق به کسب دوگانه شد.

ملوان در جام باشگاه‌های آسیا ۱۹۸۶ با ۲۱ گل بیشترین گل زده و هجومی‌ترین تیم جام شد.
ملوان با پیروزی ۱۲ بر صفر مقابل ویکتوری به پرگل‌ترین پیروزی جام دست یافت. این برد یکی از ده پیروزی پر گل تاریخ جام باشگاه‌های آسیا می‌باشد.
محمد احمدزاده با زدن ۹ گل در این بازی رکورد بیشترین گل زده در یک مسابقه را از آن خود کرد که همچنان پابرجاست.
- ملوان انزلی قهرمان لیگ آزادگان ۰۱–۱۴۰۰؛ نساجی مازندران قهرمان جام حذفی فوتبال ایران ۰۱–۱۴۰۰ و استقلال تهران قهرمان لیگ برتر فوتبال ایران ۰۱–۱۴۰۰ اولین قهرمانان سطح حرفه ای فوتبال ایران در قرن پانزدهم خورشیدی هستند.
- بهمن صالح‌نیا پدر ملوان انزلی با (۶) دوره حضور در فینال جام حذفی فوتبال ایران به صیاد جام حذفی معروف است.
- ملوان تنها تیم غیر تهرانی است که در هر دو جام آسیایی (جام باشگاه‌های آسیا ۱۹۸۶ و جام برندگان جام آسیا ۹۲–۱۹۹۱) حضور داشت.
- تیم ملی فوتبال ایران با گل غفور جهانی ملقب به شیر گیلان موفق شد برای نخستین بار به جام جهانی صعود کند.

### سایر رکوردهای ملوان
شهرآورد بندر انزلی
افتخارات ملوان سه قهرمانی و پنج نایب قهرمانی در جام حذفی و یک قهرمانی و یک نایب قهرمانی در لیگ یک و یک قهرمانی در لیگ ۲ و صعود به لیگ برتر با بیشترین امتیاز در تاریخ لیگ آزادگان در یک فصل و حضور در جام باشگاه‌های آسیا و جام برندگان آسیا و قهرمانی در همه رده‌های سنی در فوتبال ایران و سطح بین‌المللی فوتبال در جهان و بازیکن سازترین تیم ایران
- بندر انزلی به همراه قائم‌شهر تنها شهرهایی در فوتبال ایران هستند که مرکز استان نیستند و در زمانی صاحب دو نماینده در سطح اول فوتبال کشور بوده‌اند. استقلال بندرانزلی در سال ۶۶ توسط چند تن از بازیکنان معروف تیم ملوان مانند غفور جهانی، سیروس قایقران، رضا ویشگاهی و محمود پیشگاه هادیان با چند ستاره جوان مثل بهروز پرورش‌خواه و سیف‌الله نجار محله، تشکیل گردید.

استقلال بندر انزلی بعدها با بازگشت چند تن از ستارگان خود به تیم ملوان مواجه شد، اما با هدایت غفور جهانی به عنوان سرمربی، به قدرت‌نمایی ادامه داد. آن‌ها در سال ۶۸ در لیگ باشگاهی قدس حضور یافتند.
کلین شیت
دروازه سید علی حسنی صفت دروازه‌بان جوان ملوان بندر انزلی، در دقیقه ۳۷ بازی با نفت آبادان در ورزشگاه تختی آبادان باز شد. اما با ثبت رکورد ۶۶۸ دقیقه‌ای و با توجه به اینکه رکورد او از ۶۶۰ دقیقه گذشت، نام وی در بین دروازه‌بانان برتر رکورددار جهان قرار گرفت. در پایان این دیدار که در تاریخ جمعه ۱۴ بهمن ۱۳۹۰ از هفته بیست و چهارم لیگ برتر فوتبال ایران در جریان بود تیم ملوان ۲ بر ۱ تیم میزبان را مغلوب ساخت.

### بازیکنان قدیمی ملوان

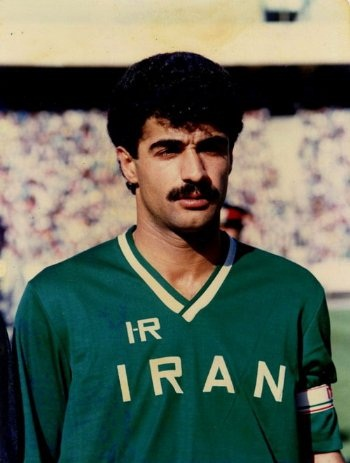
سیروس قایقران
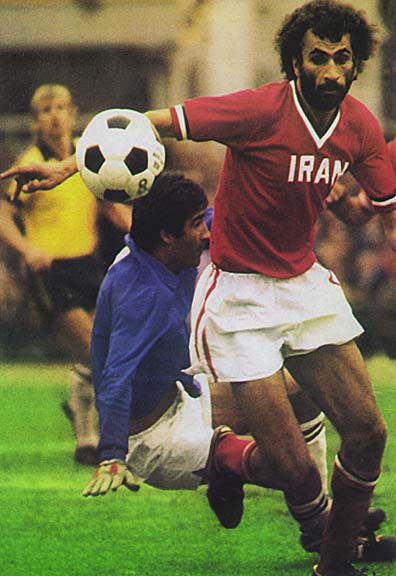
غفور جهانی
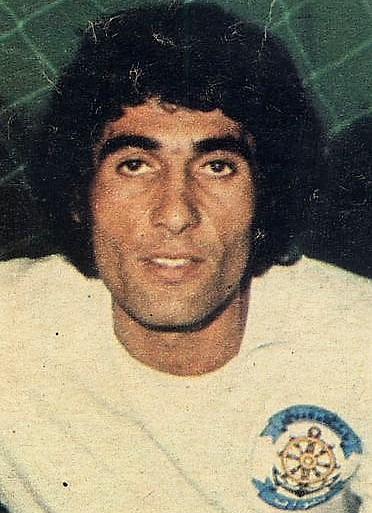
عزیز اسپندار
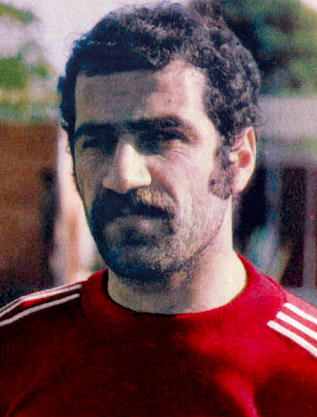
علی نیاکانی